# 東鷲宮駅
東鷲宮駅（ひがしわしのみやえき）は、埼玉県久喜市西大輪にある、東日本旅客鉄道（JR東日本）・日本貨物鉄道（JR貨物）東北本線の駅である。
JR東日本においては「宇都宮線」の愛称区間に含まれており、上野駅発着系統と、新宿駅経由で横須賀線に直通する湘南新宿ライン、上野駅・東京駅経由で東海道線に直通する上野東京ラインが停車する。

## 歴史
2010年（平成22年）3月22日までは旧・鷲宮町に立地していた。「鷲宮」の行政上の町名は「わしみや」と読んでいたが、当駅名は「わしのみや」と読んでいる。

### 年表
- 1981年（昭和56年）4月15日：周辺4駅の貨物取扱を集約し、日本国有鉄道（国鉄）の貨物駅として開業[4]。
- 1982年（昭和57年）6月23日：旅客営業開始、一般駅となる[4]。開業当時は朝の上り5本と夕の下り5本しか列車が停車しなかったが、この状態は約5か月後に行われたダイヤ改正で解消した。
- 1983年（昭和58年）5月31日：昭和天皇が埼玉県に行幸。原宿駅発、東鷲宮駅着でお召し列車が運行[5]。
- 1986年（昭和61年）11月1日：貨物営業廃止、旅客駅となる[4]。
- 1987年（昭和62年）4月1日：国鉄分割民営化に伴い、東日本旅客鉄道（JR東日本）の駅となる[4]。
- 2001年（平成13年）11月18日：ICカード「Suica」の利用が可能となる[広報 1]。
- 2016年（平成28年）
  - 2月20日：この日をもってみどりの窓口が営業を終了[6][7]。
  - 3月26日：この日のダイヤ改正までにJR貨物の駅が設置され、貨物営業再開。
- 2019年（令和元年）7月1日：業務委託化[2]。
- 2020年（令和2年）12月11日：一部時間帯無人化。この間はインターホンを使い久喜駅と繋ぎ改札業務を行う。
- 2022年（令和4年）：東側とを連絡する地下通路の大規模改修工事が完了し、エレベーター・エスカレーターが設置される。

## 駅構造
JR東日本ステーションサービスが駅管理を受託している久喜駅管理の業務委託駅。上下線いずれも線路西側に配置された単式ホーム2面2線を有する。ただし、下り線が地上ホーム1面1線、上り線が高架ホーム1面1線の特殊な構造である。Suica対応自動改札機・指定席券売機が設置されている。
改札外には売店のNewDaysが設置されている。
2009年3月25日に多機能トイレの供用を開始し、2010年3月20日にはエレベーターとエスカレーターの供用を開始した。
この地に貨物駅と東北新幹線の保線基地を設置するため、駅が新設された。旅客・貨物駅と保線基地が併設されており、下り本線から分岐する貨物線が上り本線に支障しないよう上り本線だけが高架となったため、このような特殊な構造になっている。停車場ではあるが、上りも本線と貨物線（引き上げ線）の分岐（第3場内信号機）が東京側にあるため、高架ホーム（上り）の停車列車は出発信号機ではなく第2場内信号機の信号現示を確認して発車する。上りの出発信号機は分岐を過ぎた後に1つある。
貨物駅は国鉄の民営化直前に廃止され、広大な敷地は国鉄清算事業団に引き継がれるものの、1990年代に至るまで長らく荒廃するに任せた状況であった。最終的に跡地は売却され、駅前ロータリーと住宅地に転用・再整備されたが、上り高架線の地平移設は多大な費用がかかるため見送られた。東北新幹線の保線基地は貨物駅跡地の売却に併せて移転と再整備を受け存続しているが、敷地縮小のため東北新幹線本線（鷲宮信号場）からの進入には久喜駅との間に設けられた標準軌の引き上げ線（狭軌線からの荷物引渡線）、および当駅に隣接した高架橋上で2回のスイッチバックが必要である。
保線基地（貨物ヤード）は2003年9月までは、東武鉄道の貨物授受および東武鉄道（一部帝都高速度交通営団（現・東京地下鉄）を含む）向け甲種輸送の搬入があったが、東武鉄道の貨物輸送が廃止されてからは工事列車がごくまれに入線する程度である。東武鉄道の貨物廃止後は東武久喜駅との連絡線が撤去された。
その後、2016年のダイヤ改正により、不定期ながらレール輸送の貨物取扱（往路は相模貨物駅発、返空は梶ヶ谷貨物ターミナル駅行き）を行うことになり、JR貨物の車扱貨物取扱駅となった。これにより、約30年ぶりに貨物営業が再開された。
その他、当駅 - 栗橋駅間の中川に架かる古利根川橋梁の架け替え工事に伴い、久喜駅 - 古河駅間が運休された際には、旅客列車が保線ヤードに入線した。
上りの高架線路下脇には、新幹線用と在来線用の保線基地がある。

### のりば
| 番線 | 路線                 | 方向 | 行先                             |
| ---- | -------------------- | ---- | -------------------------------- |
| 1    | ■ 宇都宮線（東北線） | 下り | 小山・宇都宮・黒磯方面           |
| 2    | ■ 宇都宮線（東北線） | 上り | 大宮・東京・新宿・横浜・大船方面 |
| 2    | ■ 湘南新宿ライン     | 上り | 大宮・東京・新宿・横浜・大船方面 |
| 2    | ■ 上野東京ライン     | 上り | 大宮・東京・新宿・横浜・大船方面 |

（出典：JR東日本:駅構内図）
- 湘南新宿ラインの列車は前述のように横須賀線へ直通する。

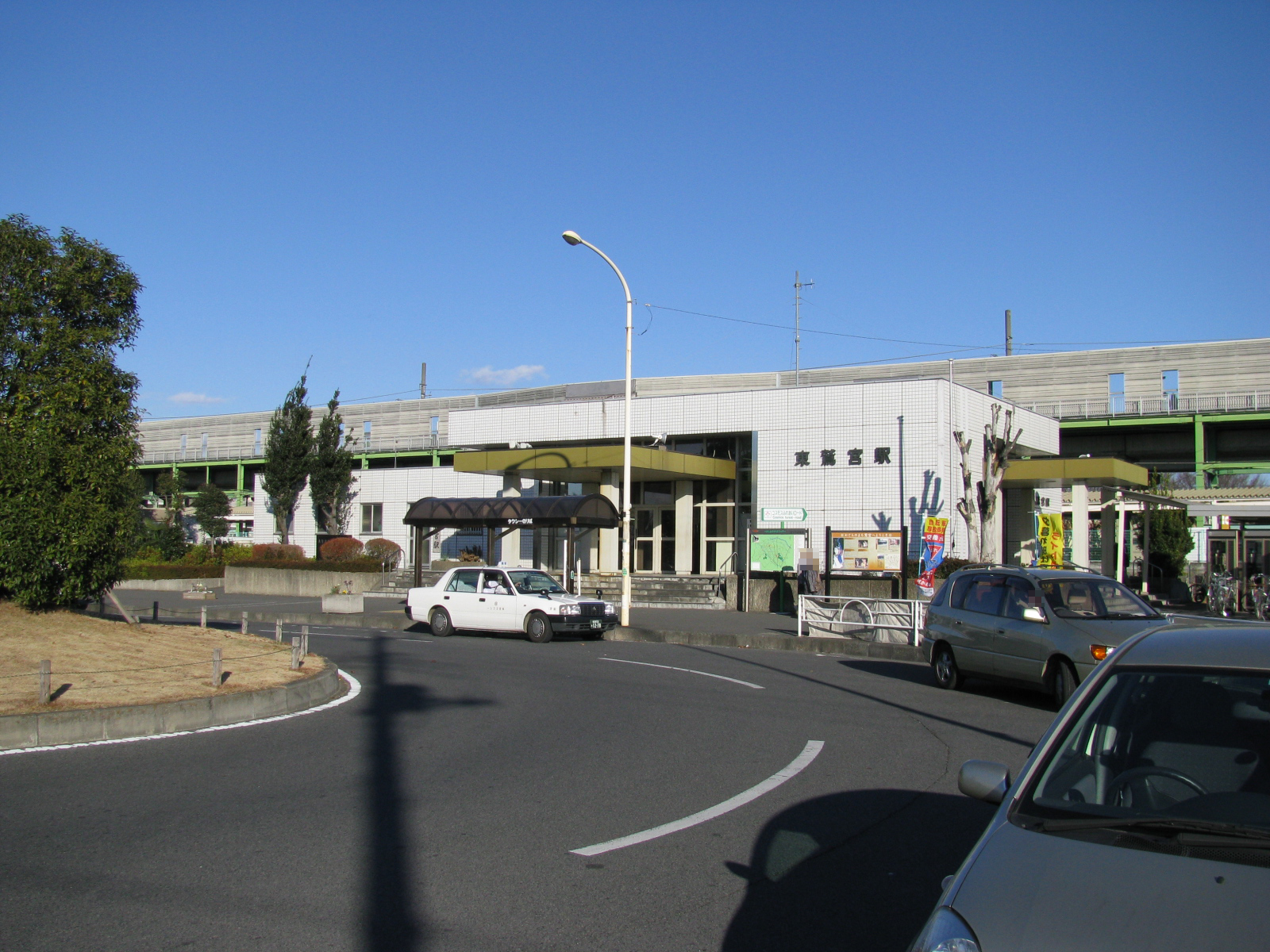
自由通路整備前の駅舎（2008年1月）
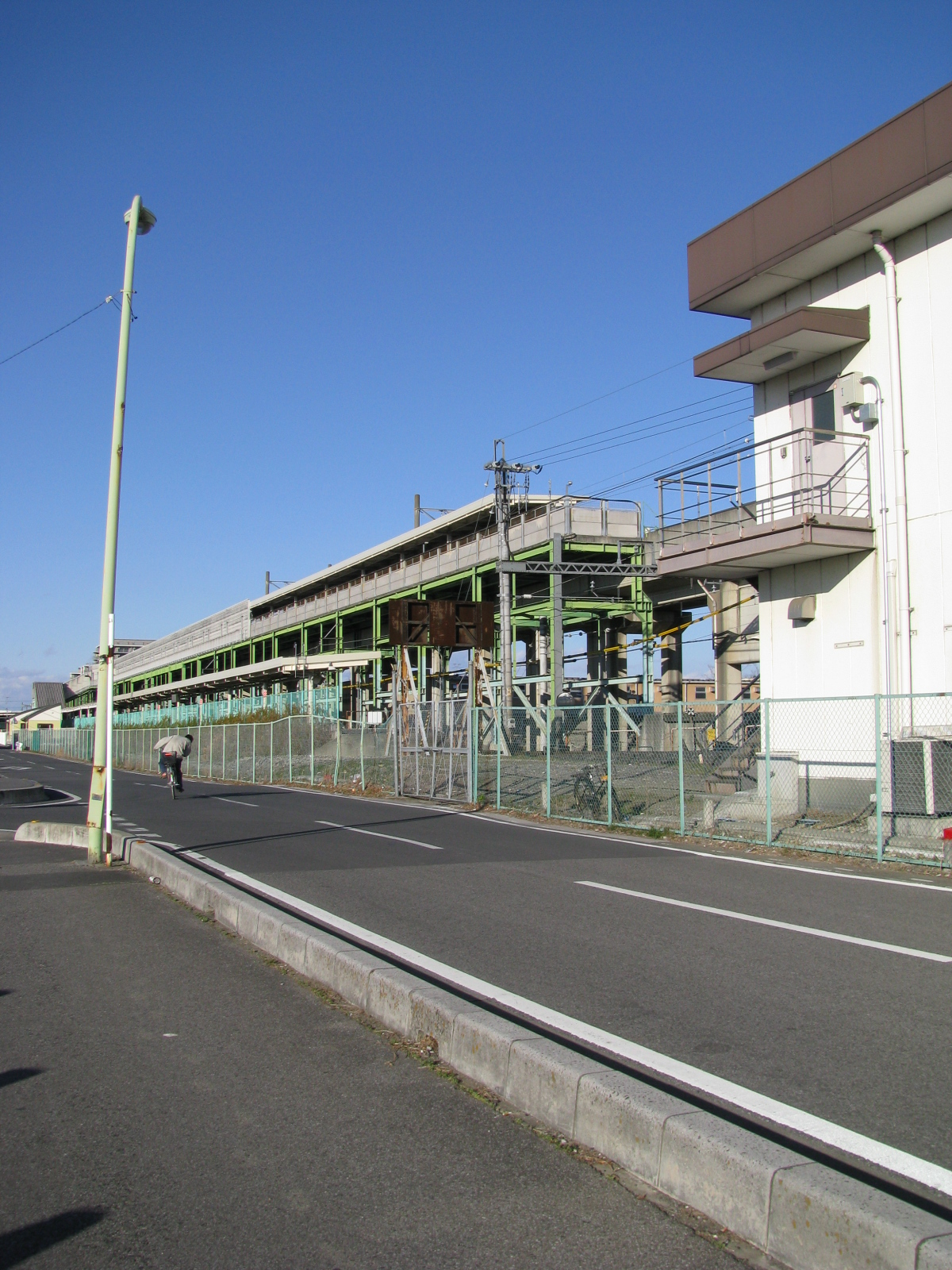
地上ホーム（1番線）と高架ホーム（2番線）を上野方道路から見る。（2008年1月）
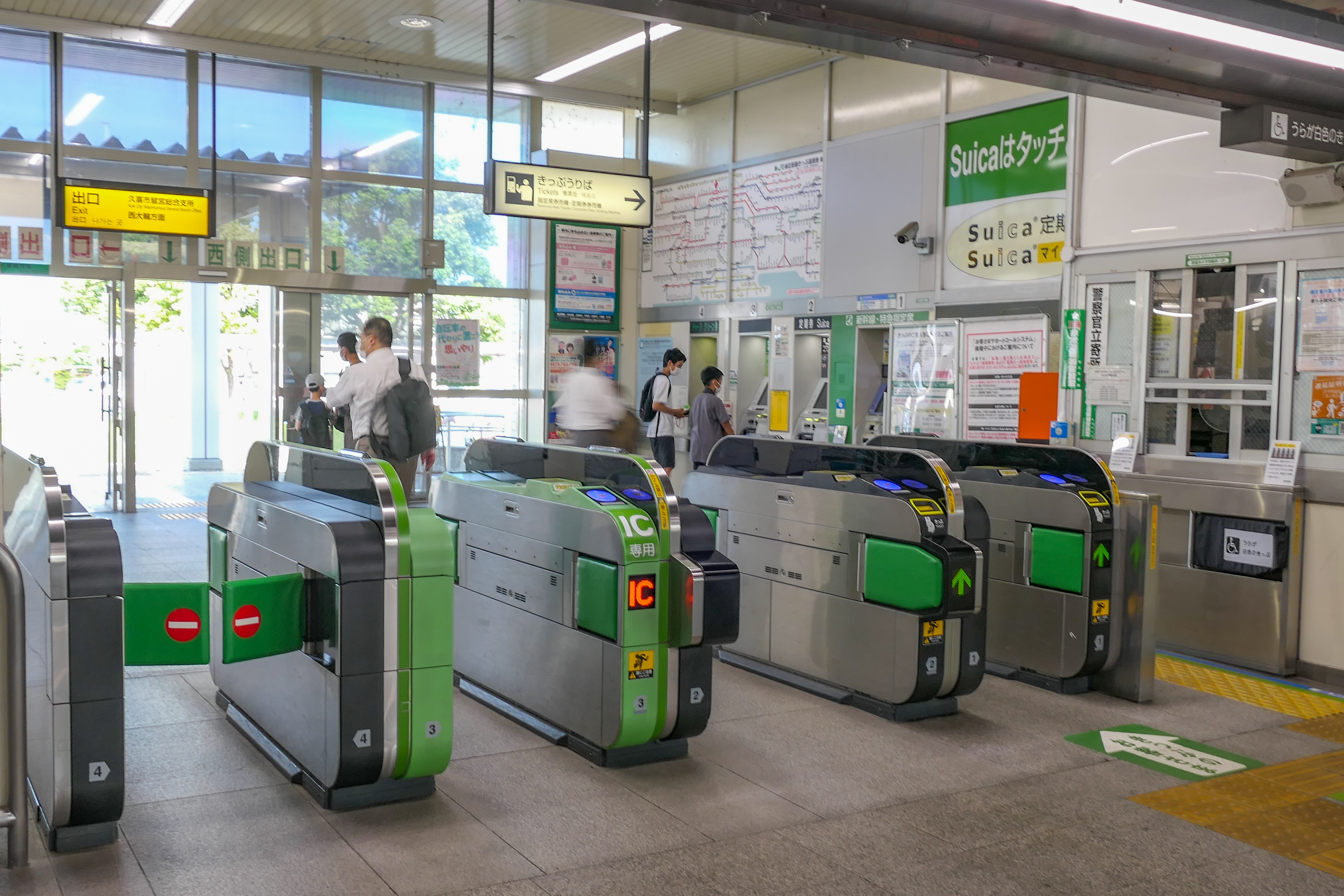
改札口（2022年8月）
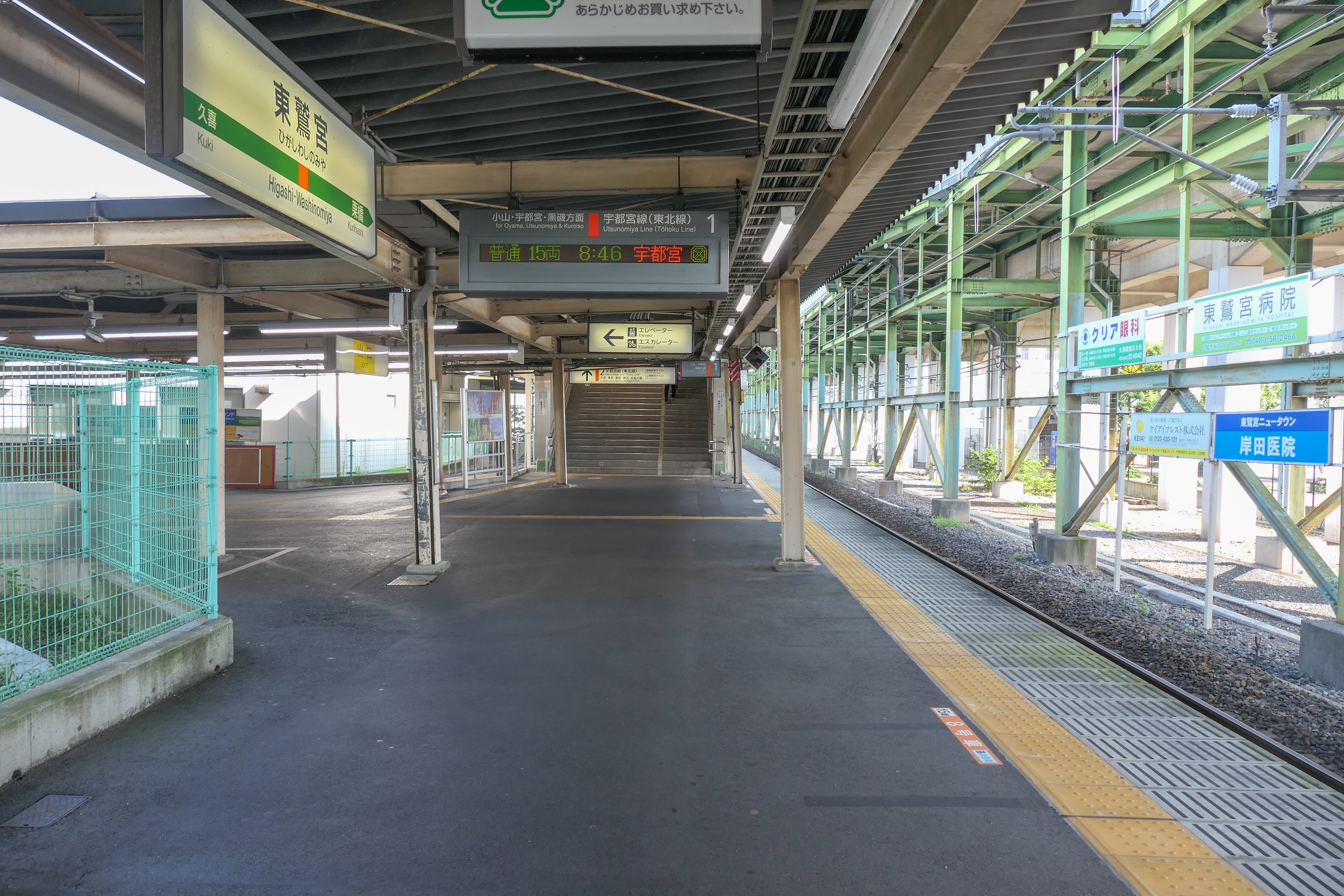
地上ホーム（1番線） （2022年8月）
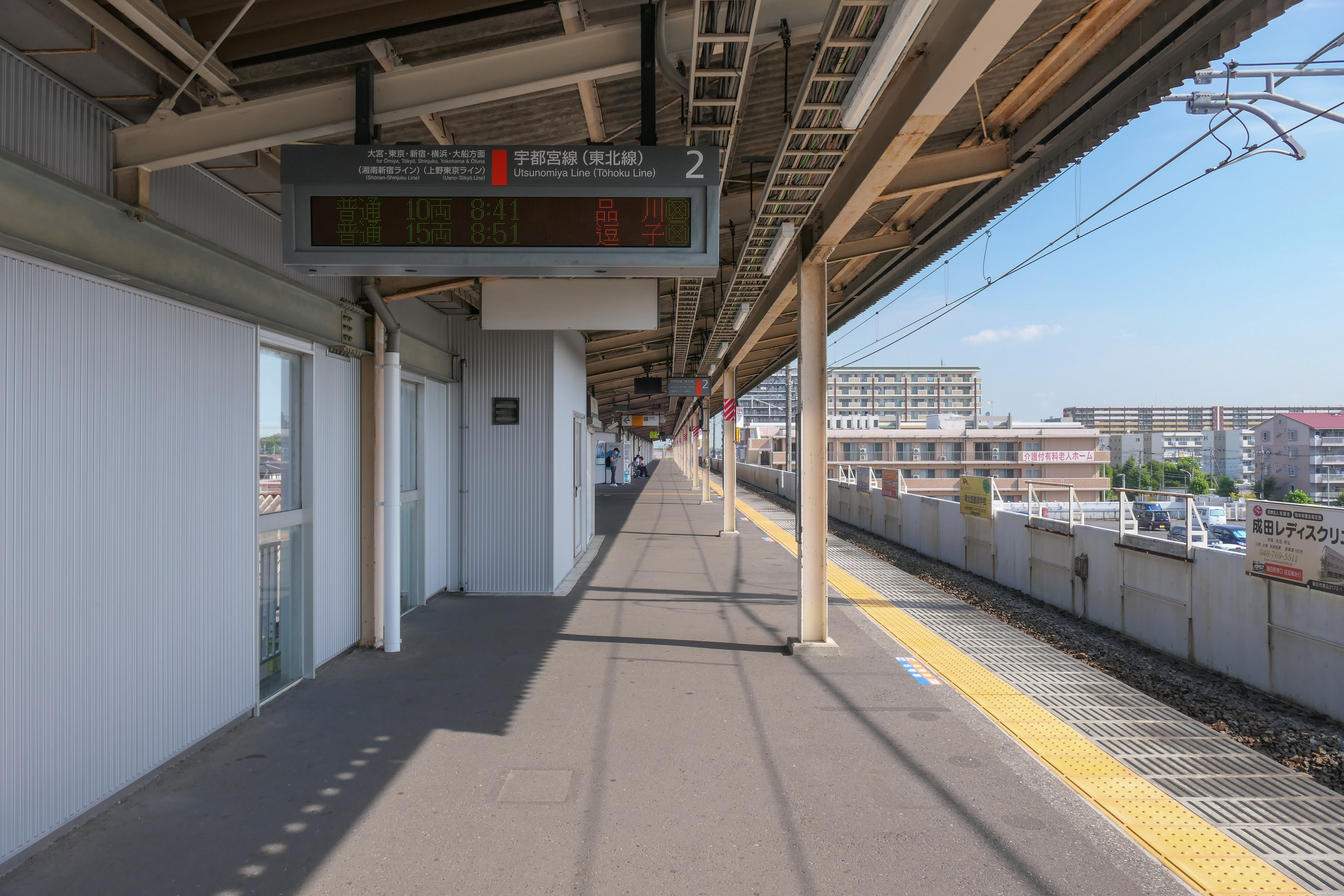
高架ホーム（2番線） （2022年8月）

## 利用状況
2023年度（令和5年度）の1日平均乗車人員は8,440人である。
1990年度（平成2年度）以降の1日平均乗車人員の推移は以下の通り。
| 年度               | 1日平均 乗車人員 | 出典     |
| ------------------ | ---------------- | -------- |
| 1990年（平成02年） | 7,589            |          |
| 1991年（平成03年） | 8,389            |          |
| 1992年（平成04年） | 9,200            |          |
| 1993年（平成05年） | 9,882            |          |
| 1994年（平成06年） | 10,628           |          |
| 1995年（平成07年） | 11,078           |          |
| 1996年（平成08年） | 11,647           |          |
| 1997年（平成09年） | 11,628           |          |
| 1998年（平成10年） | 11,508           |          |
| 1999年（平成11年） | 11,606           | [ * 1 ]  |
| 2000年（平成12年） | 11,737           | [ * 2 ]  |
| 2001年（平成13年） | 11,631           | [ * 3 ]  |
| 2002年（平成14年） | 11,374           | [ * 4 ]  |
| 2003年（平成15年） | 11,295           | [ * 5 ]  |
| 2004年（平成16年） | 11,325           | [ * 6 ]  |
| 2005年（平成17年） | 11,398           | [ * 7 ]  |
| 2006年（平成18年） | 11,476           | [ * 8 ]  |
| 2007年（平成19年） | 11,486           | [ * 9 ]  |
| 2008年（平成20年） | 11,497           | [ * 10 ] |
| 2009年（平成21年） | 11,248           | [ * 11 ] |
| 2010年（平成22年） | 11,086           | [ * 12 ] |
| 2011年（平成23年） | 10,844           | [ * 13 ] |
| 2012年（平成24年） | 10,707           | [ * 14 ] |
| 2013年（平成25年） | 10,723           | [ * 15 ] |
| 2014年（平成26年） | 10,280           | [ * 16 ] |
| 2015年（平成27年） | 10,247           | [ * 17 ] |
| 2016年（平成28年） | 10,099           | [ * 18 ] |
| 2017年（平成29年） | 10,034           | [ * 19 ] |
| 2018年（平成30年） | 9,966            | [ * 20 ] |
| 2019年（令和元年） | 9,750            | [ * 21 ] |
| 2020年（令和02年） | 7,487            |          |
| 2021年（令和03年） | 7,687            |          |
| 2022年（令和04年） | 8,118            |          |
| 2023年（令和05年） | 8,440            |          |

一日平均乗車人員（単位：人/日）

## 駅周辺
西側
- 東鷲宮百観音温泉
- 埼玉県道3号さいたま栗橋線
- 鷲宮砂丘（内陸砂丘）

東側
- 東鷲宮駅前郵便局
- 東鷲宮駅前交番
- 東鷲宮ニュータウン
- 西大輪運動広場（成立学園中学・高等学校鷲宮総合グラウンド）

## バス路線
「東鷲宮駅西口」停留所にて発着する。
- 朝日自動車（加須営業所）
  - HW01・HW02：豊野コミュニティセンター行[11]
- 中田観光バス[12]
  - アリオ鷲宮行

## 隣の駅
東日本旅客鉄道（JR東日本）
■宇都宮線
■快速（「ラビット」を含む）
通過
■普通
久喜駅 - 東鷲宮駅 - 栗橋駅

### 記事本文